# Dolerus puncticollis
Dolerus puncticollis är en stekelart som beskrevs av Thomson 1871. Dolerus puncticollis ingår i släktet Dolerus, och familjen bladsteklar. Arten är reproducerande i Sverige.